# Día Nacional del Cepillo
El Día Nacional del Cepillo (del inglés: National Brush Day) es una fecha conmemorativa que se observa en los Estados Unidos el 1 de noviembre de cada año, con la finalidad de reforzar la importancia de la salud oral y promover los hábitos de higiene dental recomendados por la American Dental Association. En este día se anima a los padres a asegurarse de que los niños se cepillen los dientes durante dos minutos, dos veces al día.

## Motivación
La caries dental es la enfermedad pediátrica crónica más común en los Estados Unidos, donde el 13% de los niños sufren de caries no tratadas (2015–2016).

## Historia
La fecha se celebró por primera vez en 2013 como una extensión de la campaña pública «Bocas saludables para niños» (del inglés: Kids' Healthy Mouths) que fue iniciada en agosto de 2012 por The Partnership for Healthy Mouths, Healthy Lives (una coalición de 35 organizaciones de odontología) y Ad Council, cuya finalidad era la de reducir el riesgo de enfermedades bucales como la gingivitis. La fecha escogida fue el día posterior a Halloween ya que es el día del año en que se consume la mayor cantidad de golosinas dulces.